# Žilina
Žilina (in ungherese Zsolna, in tedesco Sillein, in polacco Żylina, in latino Solna) è una città della Slovacchia, capoluogo del distretto e della regione omonimi. Importante centro industriale, è la quinta del Paese per numero di abitanti e la città più popolata del bacino del Váh. 

## Geografia
Žilina sorge in una conca alla confluenza dei fiumi Váh, Kysuca e Rajčanka, si trova a 200 km a nord-est dalla capitale Bratislava. È circondata dalle catene montuose del Malá Fatra, dei Monti di Strážov (Strážovské vrchy), dei Monti di Súľov (Súľovské vrchy), degli Javorníky e dall'altopiano della Kysuca (Kysucká vrchovina). Sul fiume Váh, nei pressi di Žilina ci sono due centrali idroelettriche: la centrale di Žilina, a est della città, e la centrale di Hričov, a ovest della città.

## Storia
L'area intorno all'odierna Žilina risulta abitata fin dalla fine dell'età della pietra (circa 20.000 a.C.). Nel V secolo, gli Slavi iniziarono a insediarsi nella zona. Tuttavia, il primo riferimento scritto a Žilina risale al 1208 come terra de Selinan. Dalla seconda metà del X secolo fino al 1918, Žilina fece parte del Regno d'Ungheria.
A metà del XIII secolo la terra Sylna era di proprietà della famiglia Cseszneky de Milvány. La città iniziò a svilupparsi intorno al XIV secolo e, secondo i documenti del 1312, godeva già dello stato di città. Nel 1321 il re Carlo I fece di Žilina una libera città reale. Il 7 maggio 1381 il re Luigi I emanò il Privilegium pro Slavis, che equiparava gli abitanti slavi ai tedeschi assegnando agli slavi la metà dei seggi del consiglio cittadino. La città fu bruciata nel 1431 dagli hussiti.
Nel corso del XVII secolo Žilina si affermò come centro manifatturiero, commerciale ed educativo e, durante l'epoca barocca, vennero costruiti numerosi monasteri e chiese, oltre al castello di Budatín. Durante le rivoluzioni del 1848, i volontari slovacchi, parte dell'esercito imperiale, vinsero una battaglia nei pressi della città contro gli insorti ungherese.
La città ebbe un boom nella seconda metà del XIX secolo, con la costruzione di nuove linee ferroviarie (la Kassa-Oderberg fu terminata nel 1872 mentre la linea per Pozsony nel 1883) cominciarono a sorgere nuove fabbriche.
Fu uno dei primi comuni a firmare la dichiarazione di Martin e fino al marzo 1919 fu sede del governo slovacco. Il 6 ottobre 1938, poco dopo gli accordi di Monaco, a Žilina fu dichiarata l'autonomia della Slovacchia all'interno della Cecoslovacchia.
Durante l'Olocausto in Slovacchia decine di migliaia di ebrei furono deportati da Žilina. La città fu conquistata il 30 aprile 1945 dalle truppe cecoslovacche e sovietiche del Quarto Fronte Ucraino, dopodiché tornò a far parte della Cecoslovacchia indipendente. Dopo la guerra, la città continuò il suo sviluppo con la costruzione di nuovi impianti industriali, scuole e unità abitative.

## Monumenti principali
- Cattedrale della Santissima Trinità, del XII secolo
- Chiesa di San Giorgio, in legno
- Chiesa di Santo Stefano d'Ungheria, l'edificio più antico di Žilina
- Chiesa di Santa Barbara, del XVIII secolo
- Castello di Budatín
- Torre di Burian

## Società

### Religione
La città è sede della diocesi di Žilina, istituita nel 2008 e suffraganea dell'arcidiocesi di Bratislava.

## Cultura

### Istruzione

#### Università
La città è sede dell'università di Žilina, fondata nel 1953.

## Infrastrutture e trasporti

### Strade
La principale via d'accesso alla città è l'autostrada D1 che attraversa la Slovacchia da ovest ad est.

### Ferrovie
La città è servita da una propria stazione ferroviaria dalla quale si diramano le linee per Bratislava, Košice, Bohumín, Rajec.

## Sport
La principale squadra calcistica locale è l'MŠK Žilina. L'MsHK Žilina è invece la squadra di hockey su ghiaccio.
- Peter Sagan, campione del mondo di ciclismo 2015, 2016 e 2017 è nativo di questa città

## Amministrazione

### Gemellaggi

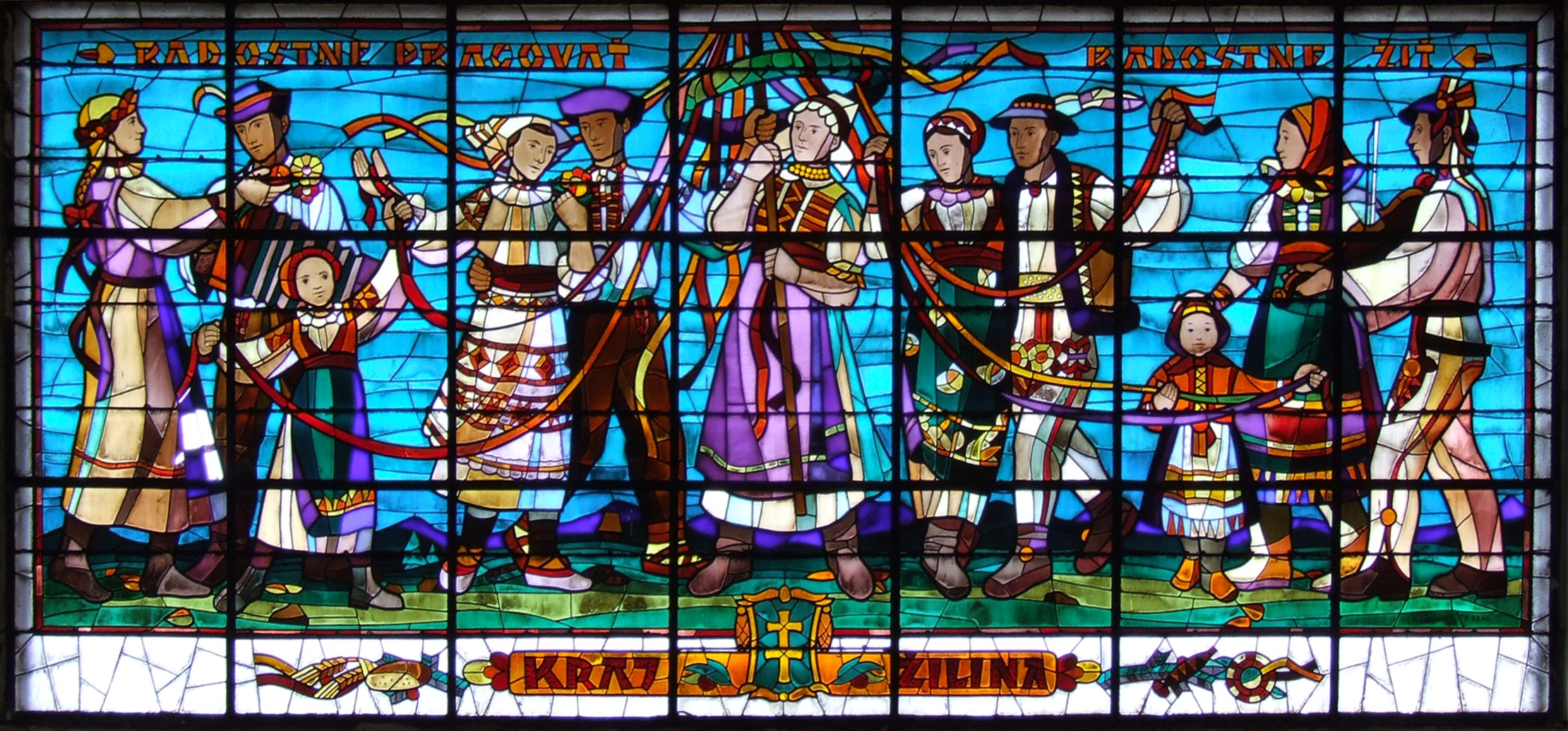
Vetrata nella stazione ferroviaria di Žilina

Žilina è gemellata con le seguenti città:
- Bielsko-Biała
- Changchun
- Chania
- Corby
- Cotonou
- Dnipro
- Essen
- Ferrara
- Hrodna
- Kikinda
- Capodistria
- Nanterre
- Blagoevgrad

## Galleria d'immagini

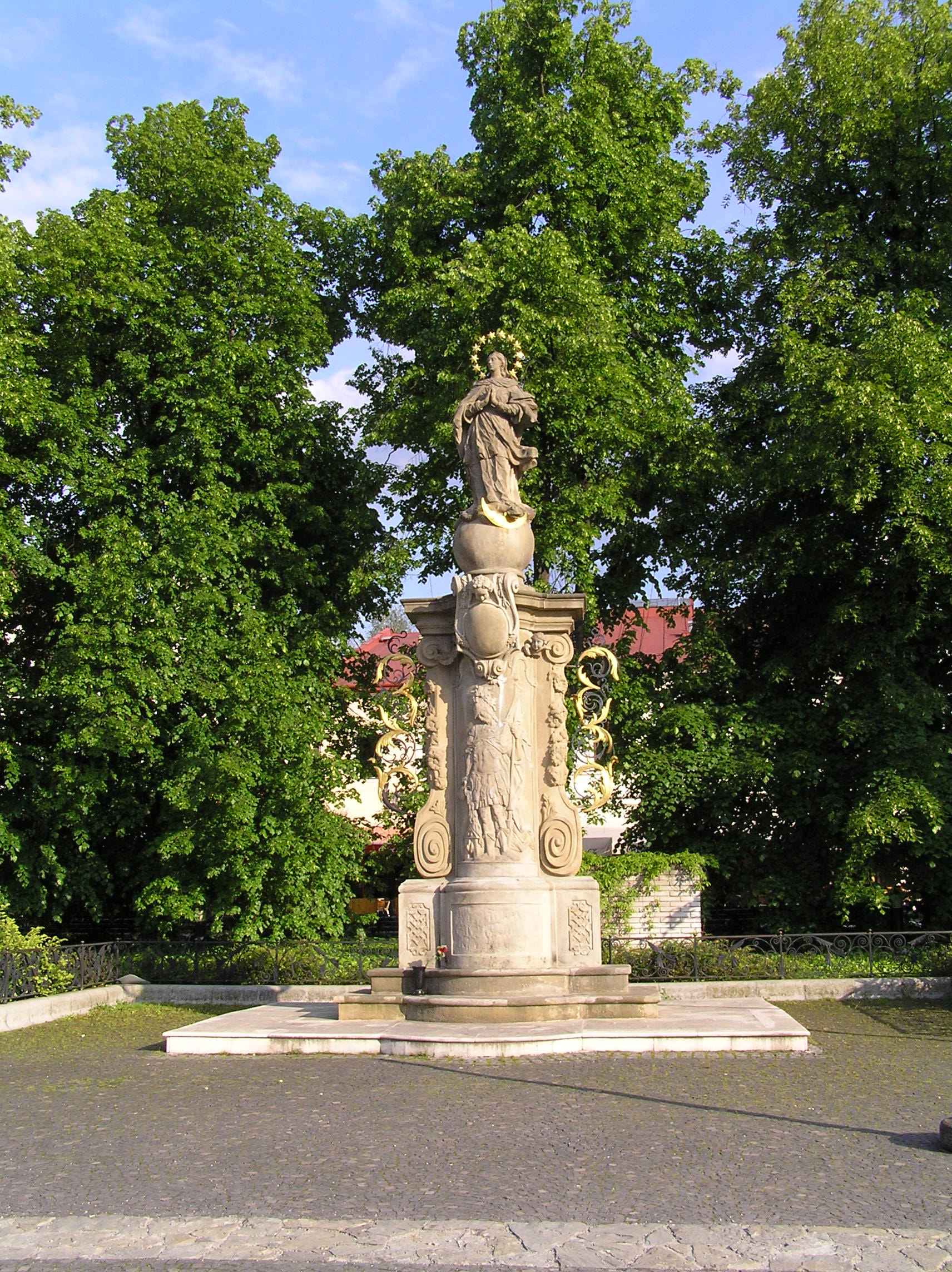
Mariánske námestie
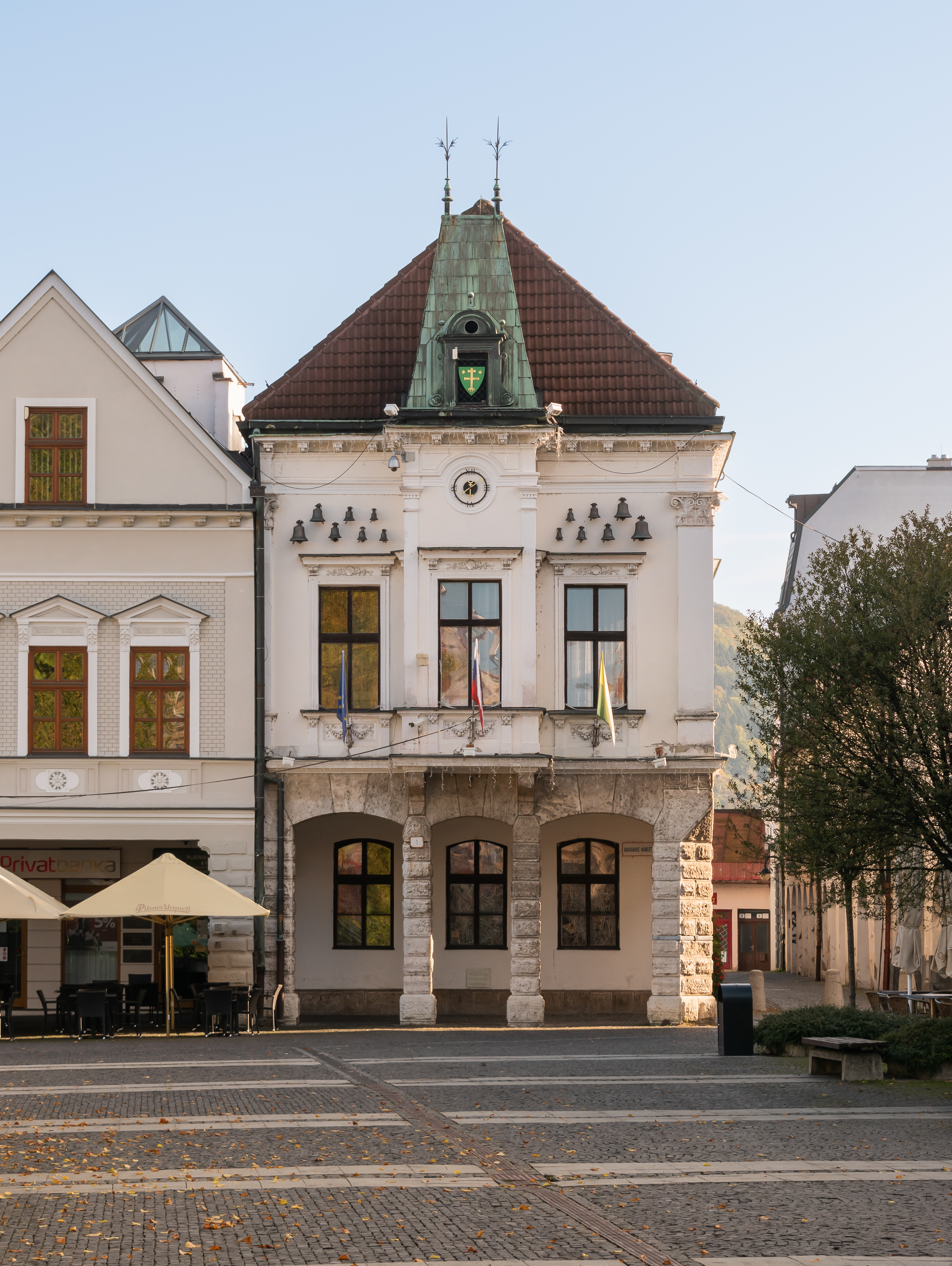
Municipio, Mariánske námestie
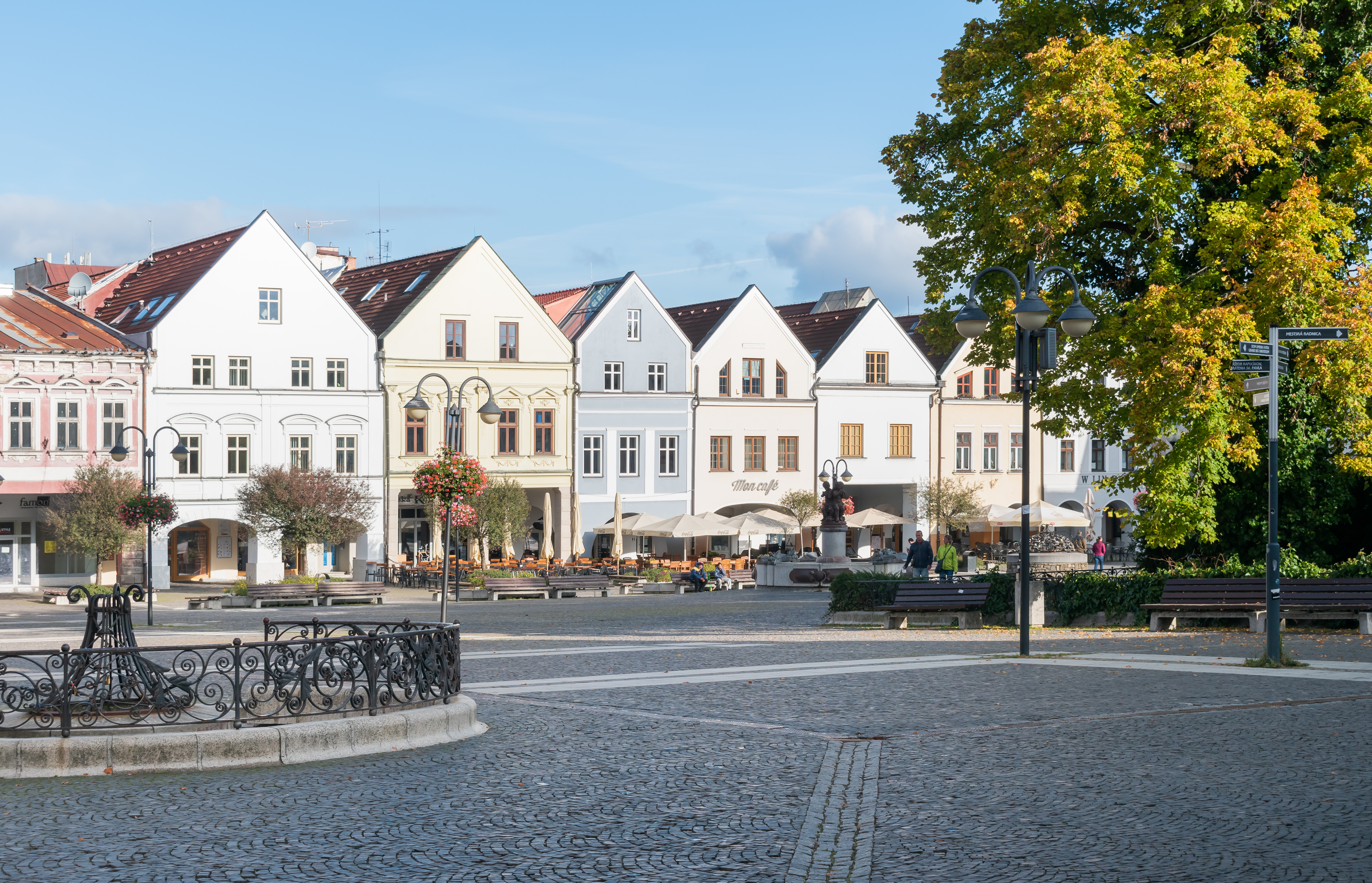
Mariánske námestie